# شاطي الحجار (المضاربة والعارة)

تعديل مصدري - تعديل

شاطي الحجار هي إحدى قرى عزلة المضاربة بمديرية المضاربة والعارة التابعة لمحافظة لحج، بلغ تعداد سكانها 158 نسمة حسب تعداد اليمن لعام 2004.